# Alisea
Alisea — рід грибів родини Halosphaeriaceae. Назва вперше опублікована 2009 року.

## Класифікація
До роду Alisea відносять 1 вид:
- Alisea longicolla